# منى البيومي
منى البيومي (ولدت سنة 1962) هي رسّامة وفنانة وسائط مختلطة مصرية أمريكية.

## حياتها
ولدت منى البيومي في الإسكندرية سنة 1962، ثم هاجرت مع أسرتها وهي في الرابعة من عمرها، حيث نشأت في إيست لانسنغ بولاية ميشيغان، حيث كان والداها يعملان بالتدريس في جامعة ولاية ميشيغان. في سنة 1985، حصلت منى البيومي على درجة البكالوريوس في الفنون الجميلة ـ في تخصصي الرسم والتصوير ـ من جامعة ولاية ميشيغان. وقد قضت أثناء فترة دراستها عامًا بمدينة لندن دَرَست فيه فن الاستوديو. وفي سنة 1998 ـ 1999 تلقت برنامجًا تدريبيًا مدته تسعة أشهر في المتحف الوطني للفن النسائي (بالإنجليزية: National Museum of Women in the Arts)‏ في واشنطن العاصمة، وحصلت على شهادة في تخطيط وتصميم المتاحف من جامعة جورجتاون.
من أبرز أعمالها قطعة من فن الوسائط المختلطة صوّرت فيها الناشطة الأمريكية راشيل كوري، التي قتلتها جرّافة تابعة للجيش الإسرائيلي سنة 2003، وقد أنجزت منى البيومي هذه القطعة الفنية سنة 2004، وعنونتها «راشيل كوري، أمريكية سنظل متضائلين بجوارها» (بالإنجليزية: Rachel Corrie, An American We Will Always Be Humbled By)‏، وفيها تصوّر كوري وإلى جوارها العلم الأمريكي وهو يتحوّل إلى قلوب.